# Ryszard Urbanowicz
Ryszard Urbanowicz (ur. 2 lutego 1952, zm. 18 grudnia 2020) – polski judoka, medalista mistrzostw Polski.

## Życiorys
Był zawodnikiem AZS-AWF Wrocław. Na mistrzostwach Polski seniorów zdobył pięć brązowych medali (1971, 1972, 1973 i 1975 w kategorii +93 kg, 1974 w kategorii open).
Posiadał 1 Dan w judo.